# Centre de secours principal
 (25 février 2016).
 (février 2016).
Si vous disposez d'ouvrages ou d'articles de référence ou si vous connaissez des sites web de qualité traitant du thème abordé ici, merci de compléter l'article en donnant les références utiles à sa vérifiabilité et en les liant à la section « Notes et références ».
Pour les articles homonymes, voir CSP.

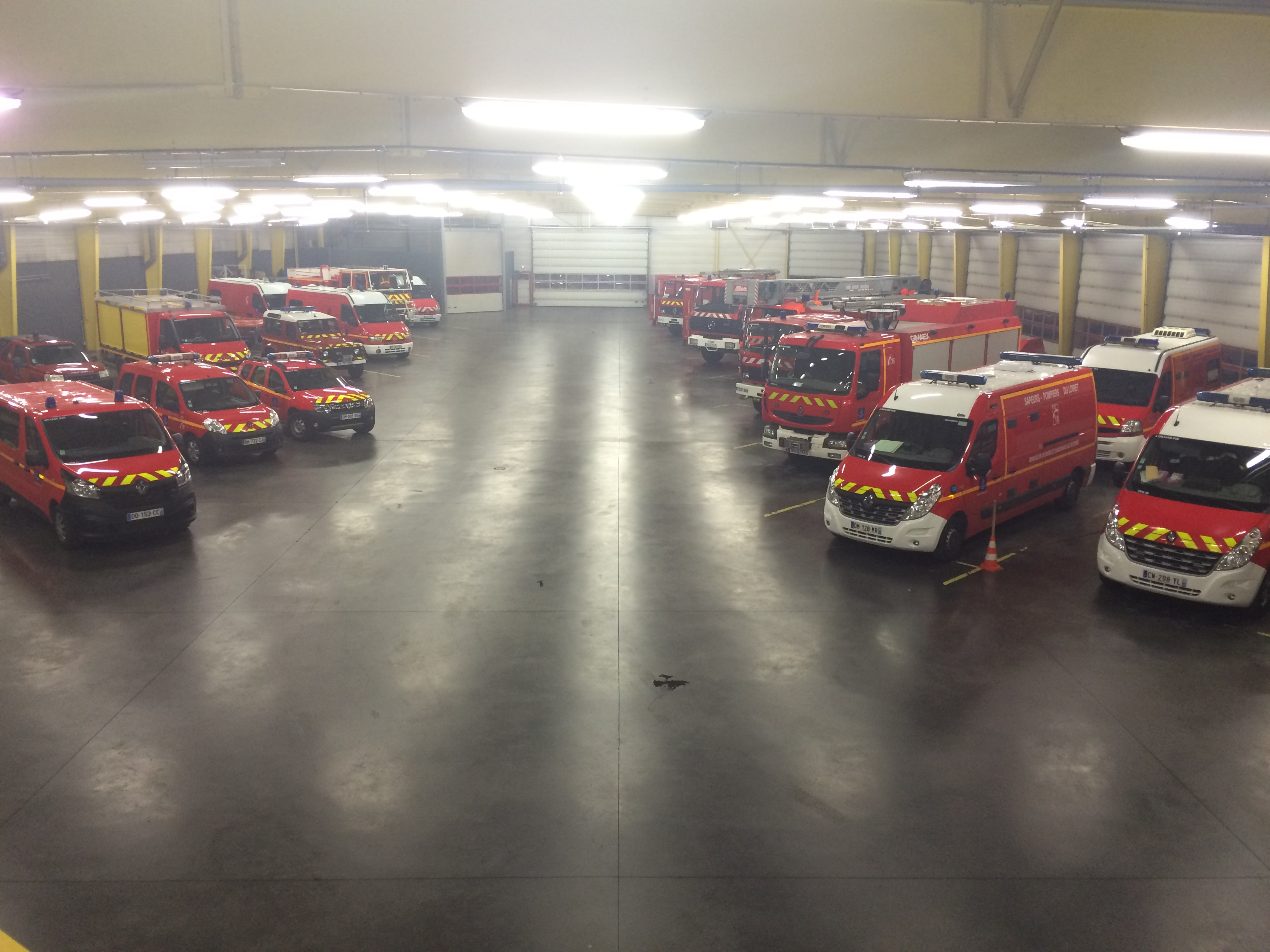
Remise du Centre de Secours Principal Orléans Sud

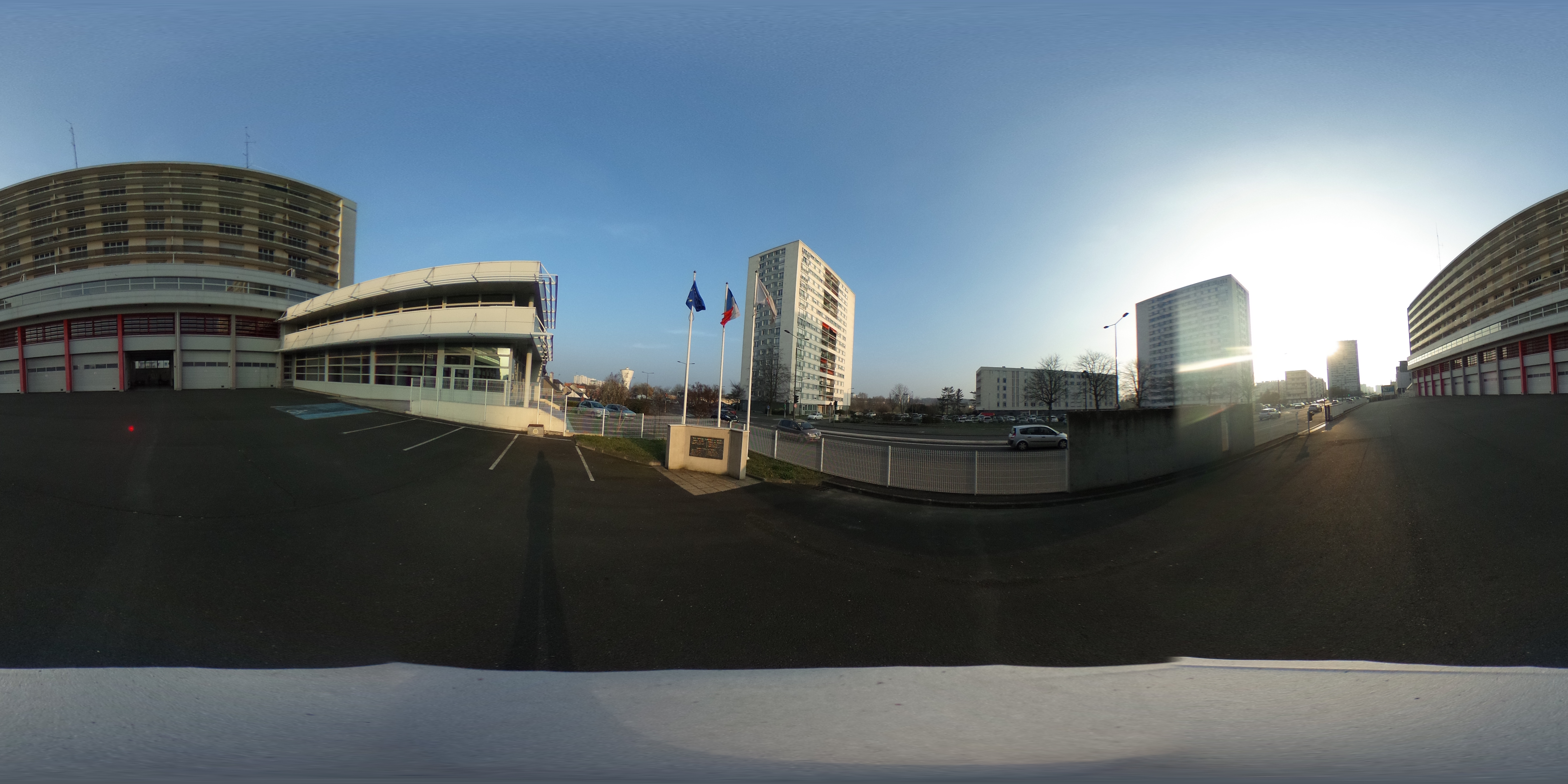
Parvis opérationnel CSP Tours Centre (vue 360°)

Un centre de secours principal (CSP) est un centre d'incendie et de secours (CIS) rattaché à un service départemental d'incendie et de secours (SDIS). Il s'agit du terme officiel désignant une caserne de pompiers de taille importante. La dénomination est utilisée en France métropolitaine et outre-mer.

## Description
Il est composé de pompiers professionnels, auxquels peuvent se greffer des pompiers volontaires (dans cette configuration, il est appelé mixte).
L'appellation d'un CIS dépend de sa taille et de ses capacités d'intervention, liées aux nombres d'engins et de personnels. On parle d'un CSP lorsque le centre est en mesure d'assurer un départ pour lutte contre l'incendie, en même temps que deux départs pour secours d'urgence aux personnes et un autre départ.
Généralement, les CSP sont présents dans les plus grandes villes d'un département. On en compte 327 en France, en 2018.